# Paint.NET
Paint.NET est un logiciel de retouche photo gratuit.
Le projet de développement a débuté à l'université d'État de Washington (WSU) avec le soutien de Microsoft. C'est un programme d'édition graphique gratuit, destiné aux systèmes d'exploitation Windows.
Le logiciel est écrit en C#. Il est basé sur une version simple et sur l'ajout de greffons permettant d'enrichir les fonctionnalités du logiciel, en proposant notamment des pinceaux personnalisés, la capture d'écran, la gestion du format Bitmap en 32 bits, des outils texte, etc. La version 4.0 nécessite l'environnement.NET 4.5, et la version 4.0.8 nécessite.NET 4.6.
Le logiciel Paint.NET nécessite l'environnement .NET de Microsoft, et prend en charge nativement le format .PDN, qui préserve les différentes couches de dessin ainsi que d'autres informations.

## Licence

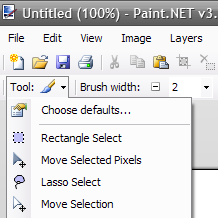
Menu des outils de Paint.NET.

Paint.NET avait initialement été publié sous licence MIT, comme logiciel libre. Toutefois, le 6 novembre 2009, son développeur publie sur son blog un avis expliquant que Paint.NET change de licence avec la version 3.5, et pourquoi. La nouvelle licence figure dans les conditions d'utilisation.
Cette licence indique que le logiciel peut être utilisé pour des usages privés, professionnels, éducatifs, étatiques ou commerciaux, mais ne peut être vendu ou modifié.

## Historique
Le point de départ du logiciel Paint.NET est un projet en informatique, au printemps 2004, à l'université de l'État de Washington. Rick Brewster, l'un des principaux participants, affirme que la version 1.0 fut écrite en 15 semaines et faisait 36 000 lignes de code. La version 3.5.11 fait approximativement 203 000 lignes de code. Le projet Paint.NET continue avec une version 4.0 en juin 2014.
Le développement a été poursuivi avec deux développeurs travaillant pour Microsoft, et ayant déjà collaboré sur des versions du projet alors qu'ils étaient étudiants à l'université d'origine du projet. En mai 2006, le programme avait été téléchargé 2 millions de fois, soit à raison d'environ 180 000 téléchargements par mois.
Ce projet a connu une période de stagnation de 2009 à 2014 et a repris grâce aux développeurs de greffons qui pallient les insuffisances de la version nue.

### Contributeurs et bibliothèques externes
- #ziplib Par Mike Krueger.
- Support du format de fichier TGA adapté depuis CxImage library par David Pizzolato.